# Jean-Marie Balestre
Jean-Marie Balestre (9 de abril de 1921 – 27 de marzo de 2008) fue presidente de la FISA desde 1978 a 1991 y de la FIA desde 1985 a 1993. Balestre fue elegido en 1986 presidente de la FIA a la vez que seguía siendo presidente de FISA.
Pese a que en su juventud y durante la Segunda Guerra Mundial, se afilió a varias organizaciones nazis, acabada la guerra él siempre afirmó que había trabajado como agente secreto de la resistencia francesa, aunque los detalles de sus actividades durante la guerra son, en realidad, desconocidos. Después de la guerra puso en marcha una exitosa revista sobre automóviles llamada Auto journal. En 1950, fue uno de los miembros fundadores de la Fédération Française du Sport Automobile, una organización automovilística francesa, y en 1961 se convirtió en el primer presidente de la Comisión Internacional de Kartings de la FIA.
Llegó a la presidencia de a la recién fundada FISA en 1978 en sustitución de la CSI. Durante su mandato se enfrentó con la FOCA  en el conocido Conflicto FISA-FOCA donde luchaban por el poder en la Fórmula 1 y fue la primera posibilidad seria de que la categoría reina se dividiera. Este conflicto duró 3 años (1980-1982) y quedó resuelto con el Acuerdo de la Concordia.
Balestre fue quien estableció la necesidad de pruebas de choque específicas para los coches de Fórmula 1, mejorando significativamente la seguridad de este deporte.
Jean-Marie Balestre falleció el 27 de marzo de 2008 a los 86 años de edad.

## Controversias
Jean-Marie Balestre fue criticado por tomar decisiones arbitrarias durante su mandato y de abuso de poder e intervenir en los resultados en las carreras, como el caso de la rivalidad Senna-Prost, dándole favoritismo a este último. En el Gran Premio de Japón de 1989 cuando Ayrton Senna y Alain Prost luchaban por el título, colisionaron en la vuelta 47 en la chicana Casio. Prost abandonó pero Senna volvió a pista con ayuda de los auxiliares para ir a pits para cambiar el alerón y recuperar la punta. Superando a Alessandro Nannini, el brasileño ganó la carrera pero fue descalificado por Balestre por recibir ayuda externa y tomar la ruta de escape, dándole a Prost el título mundial. Esto desencadenó una guerra verbal entre Senna y Balestre, causando que este último lo multara por 100.000 dólares y la suspensión temporal de la superlicencia, cosa que nunca se aplicó. En 1990 en el mismo lugar Senna logra la pole. Tras lograr la pole Senna quiso que se modificara la posición de la pole, alegando que estaba al lado sucio de la pista favoreciendo al segundo (Prost). Sin embargo, Senna nunca se había quejado los años anteriores a pesar de que la pole siempre había estado en el mismo lado. Balestre se negó. En consecuencia, Senna colisionó con Prost en la primera curva cuando apenas largaba, dejando a ambos fuera de carrera, con lo cual logró el bicampeonato. Sin embargo, Senna nunca fue sancionado por dicha acción.